# Epilobium curtisiae
Epilobium curtisiae är en dunörtsväxtart som beskrevs av John Earle Raven. Epilobium curtisiae ingår i släktet dunörter, och familjen dunörtsväxter. Inga underarter finns listade i Catalogue of Life.